# Monestir d'Elèixnitsa
El monestir de l’Assumpció de la Mare de Déu d'Elèixnitsa (búlgar: Елешнишки манастир „Успение на Пресвета Богородица“) és un monestir ortodox búlgar actiu, tot i que actualment no hi resideix cap comunitat monàstica permanent. Està ubicat al poble d'Elèixnitsa, a la província de Sofia, Bulgària.

## Localització
El monestir es troba aproximadament a 4 km al nord del poble d'Elèixnitsa, a la província de Sofia, situat a la serralada dels Balcans, als peus del cim Murgaix. Degut a la seva proximitat al riu Yakovishtitsa, també és conegut com el monestir de Yakovski. L’establiment està reconegut com a monument cultural i arquitectònic de rellevància nacional.

## Història
El monestir d'Elèixnitsa fou estudiat i descrit detalladament per primer cop pel folklorista i historiador Dimitar Marinov. La data exacta de la seva fundació és desconeguda, però segons la tradició, el lloc ja era ocupat durant el segle IX per ermitans que hi van establir un santuari. Tanmateix, la consolidació del monestir es produeix probablement a finals del segle XIV o inicis del XV, durant el regnat del tsar Ivan Alexandre (1331–1371), període en què es fundaren nombrosos monestirs a la regió de Sofia. Una inscripció en marbre té la data de 1499, incrustada al paviment del temple, en dóna testimoni. També es conserven frescos amb les característiques estilístiques pròpies dels segles XV i XVI.
El monestir fou reformat i reconstruït al llarg dels segles XVI i XVII. L’any 1793 patí els efectes devastadors de les incursions de les bandes kardzhalii, i tot i que fou restaurat breument el 1799, tornà a ser saquejat i destruït poc després. Una nova etapa de restauració s’inicià el 1820, impulsada per l’abat Daniel, tal com acredita una inscripció d’aquell any. El temple fou novament reparat i decorat l’any 1864 per pintors de l’escola de Samokov.
Durant el període otomà, el monestir allotja un important centre literari i una escola. S’han conservat alguns manuscrits destacats, com un evangeliari i un saltiri, avui custodiats al Museu Nacional d’Història Eclesiàstica i Arqueològica de Sofia.

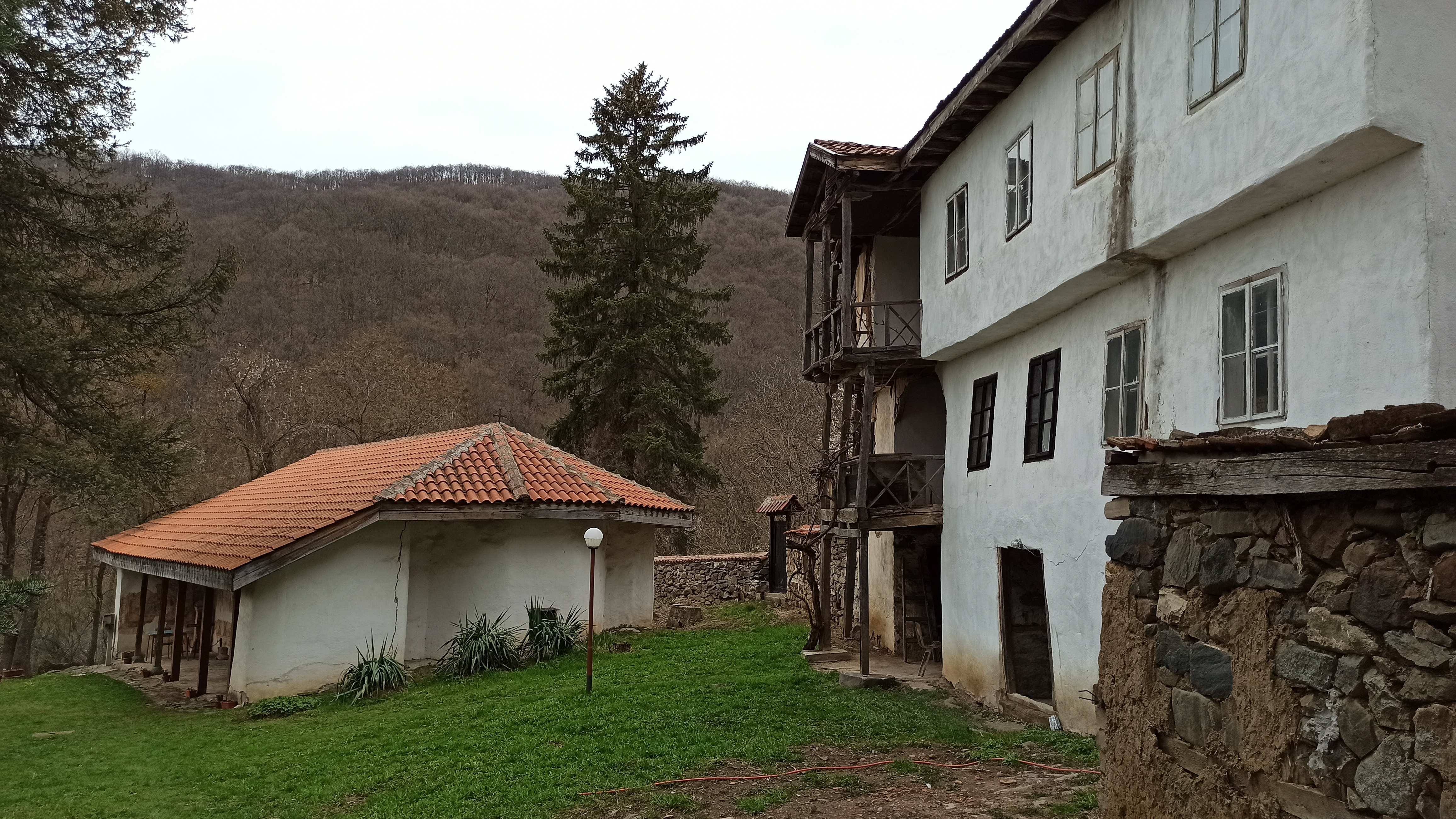
exterior

El monestir també té un paper destacat en la història de la lluita nacional. El revolucionari búlgar Vassil Levski s’hi amagà en diverses ocasions. A més, després de la derrota dels rebels de Bòtev el juny de 1876, alguns supervivents van trobar-hi refugi.

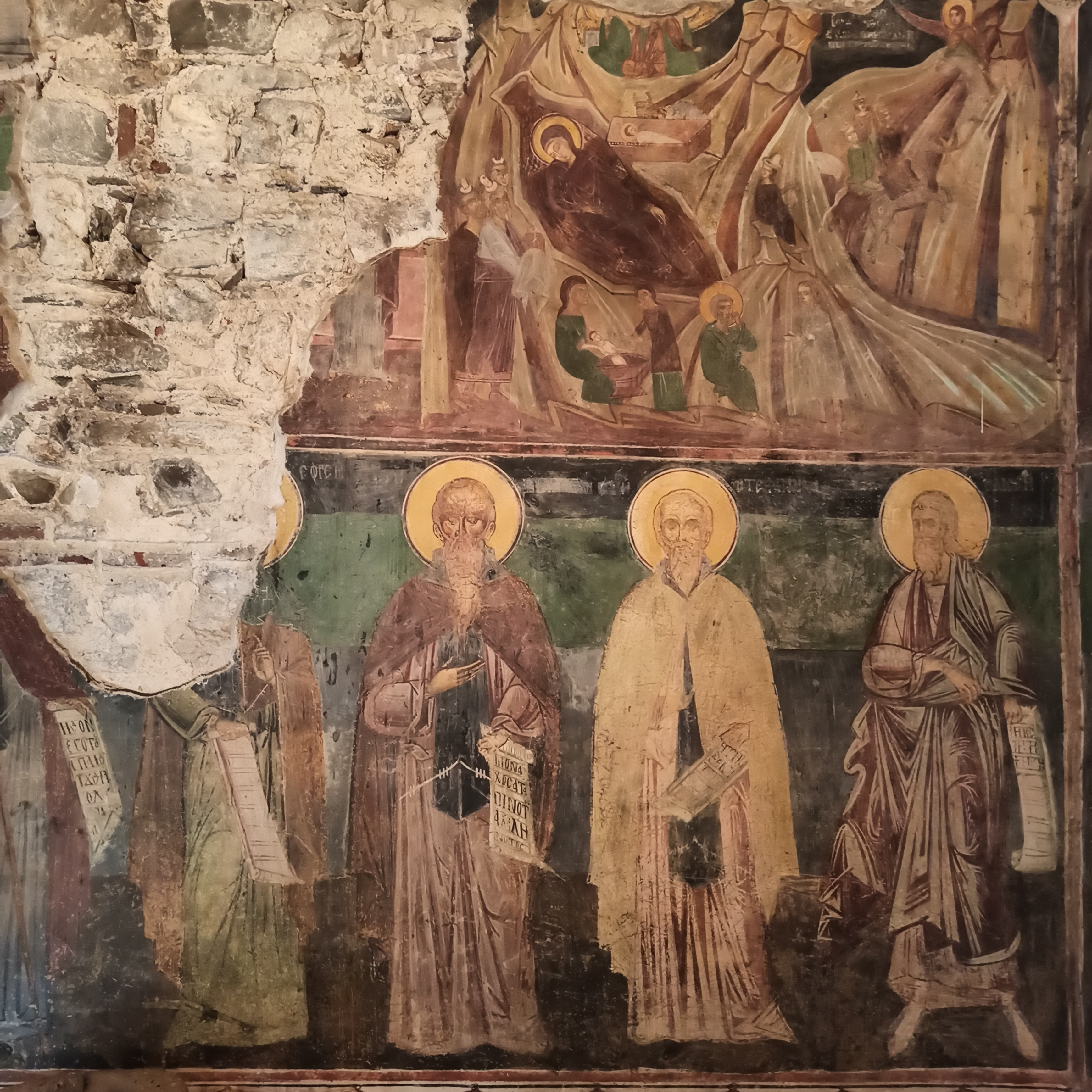
Frescos de l'interior

Durant la primera meitat del segle xx, es dugué a terme una renovació integral del complex. No obstant això, el monestir restà inactiu durant la Segona Guerra Mundial. Al llarg dels anys ha alternat períodes d’ocupació masculina i femenina. A partir del 1966 entrà en declivi, però el 1989 s’inicià un procés de restauració que buscava recuperar-ne l’aspecte original.

## Arquitectura i art
L’església del monestir presenta unes dimensions i un estil arquitectònic típics de l’Edat Mitjana tardana. És una construcció baixa, d’una sola nau, amb unes dimensions aproximades de 6,8 per 14,5 metres, i amb accés per la façana oest. Consta de dues parts: la nau principal i un nàrtex afegit posteriorment. Sobre la porta d’entrada, a la paret oest de la nau, es conserva una inscripció votiva que documenta la fundació i dedicació del temple al segle XVI.

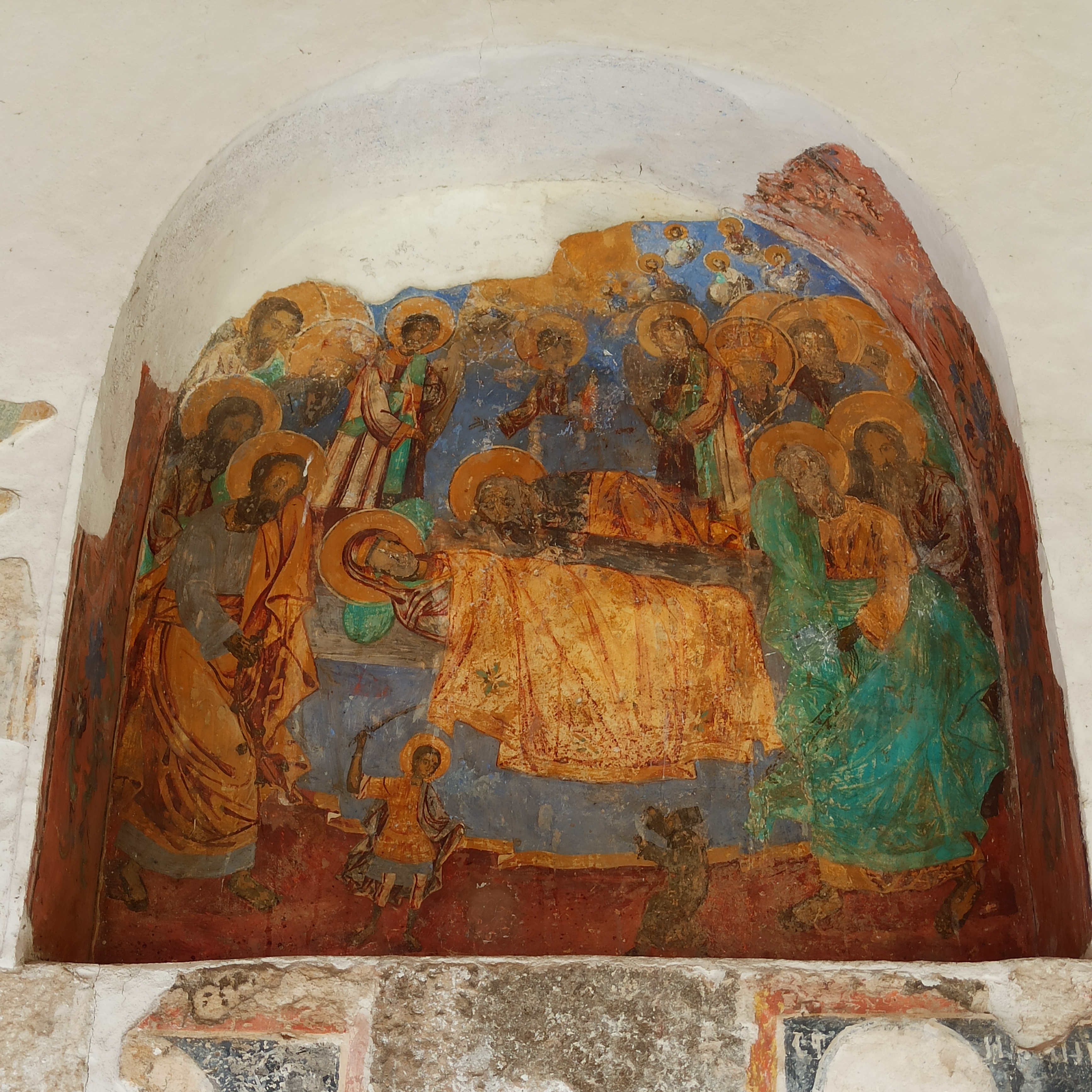
Frescos del monestir

Els frescos més ben conservats es troben a la sala principal. Tant per les característiques cal·ligràfiques com per l’estil artístic, s’estima que foren executats entre finals del segle XVI i inicis del XVII. Sobre la porta sud del nàrtex hi ha una representació de l’Assumpció de la Mare de Déu. A la zona de l’altar, es conserva una escena de l’Anunciació, flanquejada per les figures dels reis David i Salomó. A l’absis, s’hi representa la Mare de Déu asseguda en un tron amb l’infant Jesús. L’església conserva una de les poques representacions de l’últim Concili Ecumènic celebrat en terres búlgares, així com una valuosa pintura de L’Últim Sopar datada de 1864.
Les dependències monàstiques tenen dues plantes. A la planta baixa s’hi situaven les cavallerisses i les dependències per al bestiar, mentre que a la planta superior hi havia les cel·les dels monjos. El complex monàstic compta amb dos patis independents i dues ales residencials diferenciades.